# Animali fantastici - I segreti di Silente
Animali fantastici - I segreti di Silente (Fantastic Beasts: The Secrets of Dumbledore) è un film del 2022 diretto da David Yates.
La pellicola è il terzo episodio della serie Animali fantastici, spin-off e prequel della serie cinematografica di Harry Potter, ispirata all'omonimo libro di J. K. Rowling, qui anche sceneggiatrice, insieme a Steve Kloves. Il film ruota attorno alle vicende di Newt Scamander e Albus Silente che cercano di ostacolare il mago oscuro Gellert Grindelwald.

## Trama
In una sala da tè, a Londra, Silente incontra Grindelwald, a cui confessa di aver seguito le sue idee da ragazzo in quanto innamorato di lui. Grindelwald rivela il suo piano di dominio del mondo magico e babbano a Silente, per poi svanire.
A Guilin (Cina), Newt Scamander assiste al parto di un qilin, una creatura magica che può scrutare nell'anima e nel futuro. I seguaci di Gellert Grindelwald, guidati da Credence Barebone, attaccano e uccidono la madre, portandosi via il cucciolo. Grindelwald successivamente uccide la creatura per sfruttare la sua capacità di precognizione. A sua insaputa, tuttavia, il qilin ha dato alla luce un altro cucciolo gemello, che viene portato via da Newt.
Incapace di combattere Grindelwald a causa di un patto di sangue, Albus Silente recluta Theseus, fratello di Newt, l'insegnante di Incantesimi di Ilvermorny Lally Hicks, il mago franco-senegalese Yusuf Kama, l'assistente di Newt, Bunty Broadacre, e il no-mag Jacob Kowalski, dopo avergli dato una falsa bacchetta magica, per contrastare il piano di Grindelwald per il dominio del mondo. Yusuf viene inserito come spia nella cerchia ristretta di Grindelwald, mentre il resto del gruppo viene inviato a Berlino, in Germania. Lì, Grindelwald viene assolto, grazie ai suoi infiltrati, da tutte le accuse penali dalla Confederazione Internazionale dei Maghi (CIM), e si candida anche alla carica di Supremo Pezzo Grosso.
I seguaci di Grindelwald, che si sono infiltrati nel Ministero della Magia tedesco, arrestano Theseus e pianificano di assassinare uno dei concorrenti di Grindelwald, la candidata brasiliana Vicência Santos. Mentre Newt libera suo fratello dalla prigione magica tedesca, sfuggendo a delle voraci manticore, Lally e Jacob (su ordine di Silente) contrastano il tentativo di assassinio e fuggono. Tuttavia, Jacob viene incastrato per aver tentato di uccidere Grindelwald, vedendo Queenie tra le sue schiere, dando un incentivo al Mago oscuro per aizzare il mondo magico contro il mondo dei babbani. Nel frattempo Credence, inviato ad assassinare Silente, viene sconfitto rapidamente da quest'ultimo e scopre di essere il figlio illegittimo di suo fratello Aberforth. Scoprendo chi è suo padre e venendo risparmiato da Silente, Credence inizia a dubitare della sua lealtà a Grindelwald.
Tornati a Hogwarts, Albus rivela a Newt che Credence nacque dalla relazione di suo fratello con l'unica donna di cui si innamorò, ma a causa del rapporto di Silente con Grindelwald il fratello non si confidò con lui. Racconta inoltre che il ragazzo sta morendo a causa dell'Obscurus, e che anche sua sorella Ariana era un’obscuriale che non era mai stata capace di controllare la sua magia, confessando quanto si senta in colpa per la sua morte, avvenuta durante una lite tra i due fratelli e Grindelwald, a causa di un incantesimo lanciato da uno dei tre.
I leader del mondo magico si riuniscono in Bhutan, dove il nuovo Supremo Pezzo Grosso sarà eletto secondo l'antica tradizione dell'essere ritenuto degno da un qilin, che si inchina davanti ai puri di cuore. Grindelwald scoperto del secondo qilin da una visione, ordina di eliminarlo. Bunty porta quattro valigie identiche a quella di Newt dove dentro c'è il qilin e se le dividono. Quelle di Jacob, Lally e Theseus si rivelano fasulle, con al loro posto trappole che tengono impegnati i loro inseguitori (pasticcini, libri di testo, articoli di Quidditch, boccino e bolidi) (anche grazie agli interventi di Yusuf e Queenie). Usando la necromanzia per far rivivere il qilin che aveva ucciso precedentemente, Grindelwald fa inchinare al suo cospetto la creatura durante la cerimonia, manipolando così le elezioni. Dichiara immediatamente guerra a tutti i babbani e tortura Jacob per aver cercato di assassinarlo, avendolo catturato; tuttavia, Theseus, Credence e Queenie, che aveva supportato e poi ripudiato Grindelwald, lo smascherano. Viene così mostrato il qilin sopravvissuto, che era nella valigia di Bunty, mescolatasi alla popolazione locale, che si inchina davanti a Silente. Quest'ultimo rifiuta l'incarico, così viene scelta Vicência Santos. Infuriato, Grindelwald cerca di uccidere Credence, che viene protetto da Albus e Aberforth. Il contatto tra i loro incantesimi rompe il patto di sangue che impediva a Silente e Grindelwald di attaccarsi a vicenda, dando inizio a un duello tra i due. Combattendo fino a una situazione di stallo, Grindelwald alla fine si ritira.
Aberforth accetta un morente Credence e lo porta a casa. Jacob e Queenie si sposano nell'ex panetteria di New York, con la maggior parte del gruppo e Tina Goldstein presente. Silente guarda la cerimonia da lontano e in seguito si allontana da solo scomparendo nella notte.
Nella scena dopo i titoli di coda, Silente fa volare la sua fenice, Fanny, per tutta Hogwarts.

## Personaggi
- Newt Scamander, interpretato da Eddie Redmayne: un impiegato dell'Ufficio Regolazione e Controllo delle Creature Magiche del Ministero della Magia britannico e un magizoologo. È un confidente di Albus Silente, nonostante sia stato emarginato da alcuni circoli della comunità magica britannica a causa del suo misterioso passato.
- Albus Silente, interpretato da Jude Law: un mago estremamente influente e potente nella comunità magica britannica, conosciuto nel Ministero della Magia e in tutto il mondo dei maghi per la sua brillantezza accademica. È il professore di Difesa contro le Arti Oscure alla scuola di magia e stregoneria di Hogwarts. Ha stretto un patto di sangue con Grindelwald, con cui aveva uno stretto rapporto da adolescente, che gli impedisce di duellare tra loro. Il loro rapporto si interrompe dopo la morte di Ariana, sorella minore di Albus e Aberforth.
- Credence Barebone / Aurelius Silente, interpretato da Ezra Miller: il figlio adottivo disturbato di Mary-Lou Barebone e un potente Obscurus. È il nipote di Albus Silente, in quanto figlio illegittimo di suo fratello Aberforth.
- Jacob Kowalski, interpretato da Dan Fogler: un geniale no-mag e il proprietario di una panetteria. È un amico di Newt e il marito di Queenie.
- Queenie Goldstein, interpretata da Alison Sudol: la bella e vivace sorella minore di Tina. È una potente legilimens e la moglie di Jacob.
- Theseus Scamander, interpretato da Callum Turner: il fratello maggiore di Newt Scamander e un Auror che ha combattuto nella prima guerra mondiale, descritto come un "eroe di guerra".
- Eulalie "Lally" Hicks, interpretata da Jessica Williams: la professoressa di Incantesimi della Scuola di Magia e di Stregoneria di Ilvermorny.
- Porpentina "Tina" Esther Goldstein, interpretata da Katherine Waterston: il Capo dell'Ufficio Auror del Magico Congresso degli Stati Uniti d'America (MACUSA) e l'interesse amoroso di Newt.
- Gellert Grindelwald, interpretato da Mads Mikkelsen: un famigerato e potente mago oscuro che ha causato violenza di massa, terrore e caos in tutto il mondo, cercando di guidare un nuovo ordine basato sulla sua forte convinzione della superiorità dei maghi. Da adolescente, lui e Silente hanno stretto un patto di sangue che gli impedisce di duellare tra loro.[1][2][3]
- Yusuf Kama, interpretato da William Nadylam: un mago franco-senegalese e un alleato di Newt.
- Bunty Broadacre, interpretata da Victoria Yeates: l'assistente magizoologa di Newt.[4]
- Vinda Rosier, interpretata da Poppy Corby-Tuech: il fedele braccio destro di Grindewald.
- Aberforth Silente, interpretato da Richard Coyle: il fratello più giovane di Albus Silente e il proprietario della locanda Testa di Porco. È il padre illegittimo di Credence.[5]
- Anton Vogel, interpretato da Oliver Masucci: l'ex Supremo Pezzo Grosso della Confederazione Internazionale dei Maghi (CIM) e il Ministro della Magia tedesco.[6]
- Vicência Santos, interpretata da Maria Fernanda Cândido: il nuovo Supremo Pezzo Grosso della CIM e il Ministro della Magia brasiliano.[7]
- Minerva McGranitt, interpretata da Fiona Glascott: un'insegnante di Hogwarts e un'amica di Silente.
- Liu Tao interpretato da Dave Wong: il candidato a Supremo Pezzo Grosso della CIM e il Ministro della Magia cinese.[7]

Aleksandr Kuznecov interpreta Helmut, un Auror del Ministero della Magia tedesco e un alleato di Grindelwald. Valerie Pachner, Maja Bloom, Paul Low-Hang, Ramona Kunze-Libnow, Matthias Brenner e Peter Simonischek interpretano rispettivamente Henrietta Fischer, Carrow, Zabini, Edith, Otto e Warder. Hebe Beardsall riprende il suo ruolo di Ariana Silente da Harry Potter e i Doni della Morte - Parte 2.

## Produzione

### Sviluppo
Nell'ottobre 2014, la Warner Bros. Pictures ha annunciato il film come parte di "almeno" una trilogia incentrata sugli Animali fantastici e fissando la data del terzo al 20 novembre 2020. David Yates fu confermato come regista in tutti e tre i film.
Nel luglio 2016, Yates confermò che J. K. Rowling aveva già le idee per la sceneggiatura del terzo film. Yates parlò del film a Entertainment Weekly, dicendo che il film avrebbe preso una nuova direzione rispetto al primo e che avrebbe introdotto nuovi personaggi nell'universo di Harry Potter. Alcuni mesi più tardi, fu reso noto che la serie cinematografica sugli Animali Fantastici sarebbe stata composta da cinque film e che Eddie Redmayne avrebbe ripreso il ruolo di Newt Scamander in tutti i film.
Nell'ottobre 2018, Johnny Depp ha lasciato intendere che sarebbe tornato a interpretare Gellert Grindelwald anche per il terzo film, e che avrebbe iniziato le riprese a metà 2019. Nel novembre 2019, Warner Bros. ha pubblicato un comunicato stampa che annuncia la location del film in Brasile, l'inizio della produzione nella primavera del 2020, e che Steve Kloves, ingaggiato precedentemente come sceneggiatore dei film di Harry Potter, aveva aderito al progetto come co-sceneggiatore.
Il 7 febbraio 2019, è stato rivelato che il film è ambientato negli anni 1932, con la storia che porta al coinvolgimento del Mondo Magico nella seconda guerra mondiale ed esplora le comunità magiche in Bhutan, Germania e Cina, oltre alle sedi precedentemente mostrate, tra cui gli Stati Uniti e il Regno Unito.

### Pre-produzione
Nel marzo 2020, Jude Law, Johnny Depp, Ezra Miller, Alison Sudol, Dan Fogler, Callum Turner, Katherine Waterston e Jessica Williams hanno rivelato di aver ripreso i loro ruoli dai film precedenti, insieme a Eddie Redmayne.
Nel novembre 2020, Johnny Depp ha annunciato che non avrebbe ripreso il suo ruolo di Grindelwald dopo che gli è stato chiesto di dimettersi dalla Warner Bros. a causa della pubblicità negativa scaturita dalla sua causa contro la News Group Newspapers Ltd. Depp ha girato solo una scena a Londra dopo l'inizio della produzione nel settembre 2020, ma il suo contratto prevedeva che sarebbe stato pagato indipendentemente dal fatto che il film fosse stato completato o meno. Lo stipendio di Depp si aggirava tra i 10 e i 16 milioni di dollari. Il 25 novembre, la Warner Bros. ha annunciato che Mads Mikkelsen avrebbe sostituito Depp nel ruolo di Grindelwald.

### Riprese
Le riprese sarebbero dovute iniziare il 16 marzo 2020, ma sono state posticipate in quel giorno a causa della pandemia di COVID-19. Le riprese sono iniziate ufficialmente il 20 settembre, con l'adozione di precauzioni di sicurezza per proteggere il cast e la troupe dalla COVID-19. Il 3 febbraio 2021, le riprese presso i Warner Bros. Studios di Leavesden nel Regno Unito sono state interrotte dopo che un membro della troupe era risultato positivo al virus. Il compositore James Newton Howard confermò qualche giorno più tardi che la produzione aveva terminato le riprese.

## Promozione
Il primo trailer viene diffuso il 13 dicembre 2021. Un secondo trailer sarebbe dovuto uscire il 24 febbraio 2022, come annunciato dall'attore Jude Law attraverso i social media del film, ma è stato successivamente diffuso il 28 febbraio 2022 a causa dell'invasione russa dell'Ucraina.

## Distribuzione
La première britannica si è svolta il 29 marzo 2022 al Royal Festival Hall di Londra.
La pellicola è stata distribuita nel Regno Unito l'8 aprile 2022, il 15 aprile negli Stati Uniti e il 13 aprile in Italia.
Il film era inizialmente previsto per il 12 novembre 2021, ma dopo il licenziamento di Johnny Depp e la pandemia di COVID-19, Warner Bros. ha spostato l'uscita al 15 luglio 2022. Nel settembre 2021, l'uscita del film è stata anticipata di tre mesi, al 15 aprile 2022. È stato successivamente annunciato che il film uscirà una settimana prima nel Regno Unito e in Irlanda, l'8 aprile 2022. È prevista la disponibilità del film in streaming su HBO Max 45 giorni dopo il suo esordio nelle sale.

## Accoglienza

### Incassi
Il film ha incassato 95850844 $ in Nordamerica e 311300000 $ nel resto del mondo, per un totale di 407150844 $.
A fronte di un budget di produzione di circa 200 milioni, non contando il budget per il marketing, il film è stato il peggior incasso della saga e un flop al box office.
In Nordamerica ha debuttato con 42,2 milioni di dollari, in cima al botteghino ma segnando l'apertura più bassa del franchise di Harry Potter. Nel resto del mondo il film ha guadagnato 56,9 milioni di dollari da 22 mercati internazionali nel weekend di apertura. In Germania, il debutto con 9,2 milioni di dollari è stata la migliore apertura per la Warner Bros. dal Joker del 2019. Il film ha incassato 71,7 milioni di dollari nel suo secondo fine settimana, includendo aperture di 7,1 milioni di dollari sia in Francia che in Messico.

### Critica
Il film sull'aggregatore di recensioni Rotten Tomatoes ha un indice di gradimento del 46% basato su 248 recensioni critiche ed un voto medio di 5,40/10. Il consenso critico del sito recita: "Animali fantastici: I segreti di Silente evita alcune delle insidie che affliggevano il suo predecessore, ma manca di gran parte della magia che ha attirato il pubblico nel mondo dei maghi molti film fa". Metacritic ha assegnato alla pellicola il voto di 47 su 100 basato su 49 critiche indicando "recensioni miste o medie”. Il pubblico intervistato da CinemaScore ha assegnato al film un voto medio di "B+", il più basso del franchise; mentre quello di PostTrak ha assegnato un punteggio positivo dell'81%, con il 63% che afferma lo consiglierebbe sicuramente. Un focus particolare di alcune recensioni è stato l'elogio per la performance di Mads Mikkelsen nei panni di Grindelwald: i critici l'hanno giudicata superiore a quella di Johnny Depp nel film precedente.